# Панкратьев, Николай Иванович
Никола́й Ива́нович Панкра́тьев (2 мая 1922—2002) — бригадир комплексной бригады строительно-монтажного управления № 3 треста «Краснодарстрой» Краснодарского совнархоза. Участник Великой Отечественной войны. Герой Социалистического Труда (1958).

## Биография
Родился 2 мая 1922 года в деревне Чёрный Двор Невельского уезда Витебской губернии, ныне Невельского района Псковской области. Русский. С 1937 по июнь 1941 года жил в городе Ленинграде, откуда в июне 1941 года эвакуировался вместе с заводом в город Нижний Тагил Свердловской области.
В сентябре 1941 года по комсомольской путёвке призван в ряды Красной армии, а с 19 сентября 1941 года он — в действующей армии на Волховском фронте. После окончания курсов младших лейтенантов в должности командира взвода 82-мм миномётов сражался с немецко-фашистскими захватчиками в составе 57-й отдельной Краснознамённой стрелковой бригады.
С июля 1942 года на Северо-Кавказском фронте. В тяжёлых оборонительных боях в должности командира миномётной роты отражал атаки фашистов на Грозненском направлении. В боях на Северном Кавказе получил тяжёлое ранение. Перенёс семь операций. После выписки из госпиталя его зачислили в резерв офицерского состава фронта.
В сентябре 1943 года направлен в 36-й пластунский полк 9-й Краснодарской пластунской дивизии, под знамёнами которой прошёл долгий, трудный и славный боевой путь от быстрой Кубани до многоводной Эльбы, от Краснодара до Праги в должности командира миномётной 120-мм батареи, в этой должности и закончил войну. За мужество в боях с немецко-фашистскими захватчиками награждён в годы войны двумя орденами Отечественной войны 2 степени, двумя орденами Красной Звезды, многими медалями.
После окончания войны, уволившись из армии, прибыл в Краснодар, где работал на различных должностях, восстанавливая разрушенный фашистами город.
В 1956 году организовал и возглавил комплексную строительную бригаду, которая начинала стройку с нулевого цикла и доводила её до сдачи заказчику. Внедрил метод скоростного строительства и ввод в эксплуатацию сверхпланового жилья.
На улицах Краснодара появились десятки административных, культурно-просветительных, хозяйственных зданий, жилых домов, школ, таких, как здание крайкома КПСС, библиотека имени Пушкина, краевой Дом политического просвещения, гостиница «Центральная», краевой театр оперетты, здания крайисполкома, Центрального универмага, филармонии, драматического театра им. Горького, здания горкома КПСС и горисполкома и многие другие. Это был послевоенный вклад бригады в развитие народного хозяйства города, продолжение подвига на фронте мирного строительства.
Указом Президиума Верховного Совета СССР от 9 августа 1958 года за выдающиеся успехи, достигнутые в строительстве и промышленности строительных материалов, Панкратьеву Николаю Ивановичу присвоено звание Героя Социалистического Труда с вручением ордена Ленина и золотой медали «Серп и Молот».
Был делегатом XXII съезда КПСС.
Пенсионер союзного значения. Проводил большую общественную работу. Неоднократно избирался членом бюро райкома и горкома КПСС, депутатом городского и районного Советов.
Умер в 2002 году. Похоронен на Славянском кладбище Краснодара.

## Награды
- Герой Социалистического Труда (1958);
- Орден Ленина (1958)
- Орден Отечественной войны I степени[3][4]
- Орден Отечественной войны II степени[5]
- Орден Отечественной войны II степени[6]
- Орден Красной Звезды[7]
- Орден Красной Звезды
- Медаль «За оборону Кавказа»
- Медаль «В ознаменование 100-летия со дня рождения Владимира Ильича Ленина» (6 апреля 1970)
- Медаль «За победу над Германией в Великой Отечественной войне 1941—1945 гг.» (9 мая 1945[8])
- Юбилейная медаль «Двадцать лет Победы в Великой Отечественной войне 1941—1945 гг.» (7 мая 1965[9])
- Юбилейная медаль «Тридцать лет Победы в Великой Отечественной войне 1941—1945 гг.»[10]
- Юбилейная медаль «Сорок лет Победы в Великой Отечественной войне 1941—1945 гг.»[11]
- Юбилейная медаль «50 лет Победы в Великой Отечественной войне 1941—1945 гг.»[12]
- Медаль «Ветеран труда»
- Медаль «30 лет Советской Армии и Флота»[13]
- Юбилейная медаль «40 лет Вооружённых Сил СССР»[14]
- Юбилейная медаль «50 лет Вооружённых Сил СССР» (26 декабря 1967[15])
- Юбилейная медаль «60 лет Вооружённых Сил СССР» (28 января 1978[16])
- Юбилейная медаль «70 лет Вооружённых Сил СССР» (28 января 1988[17])

## Память

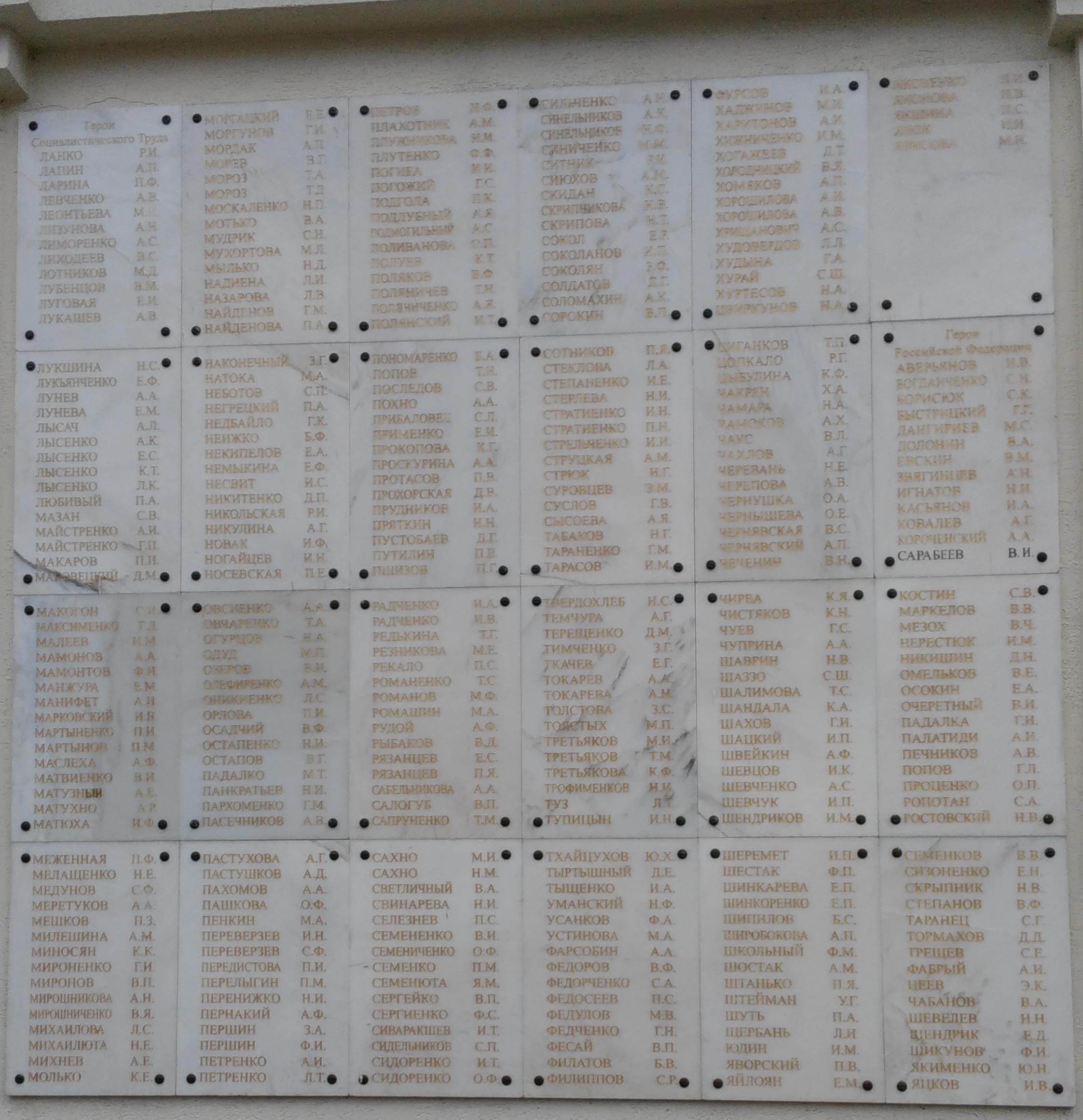
Мемориальная доска с именами Героев Социалистического Труда Кубани и Адыгеи. Краснодар 2017

- На Славянском кладбище г. Краснодара установлен надгробный памятник.
- Его имя золотыми буквами написано на гранитной арке в Краснодаре против здания крайисполкома среди героев войны и труда.